# Xã Howard, Quận Parke, Indiana
Xã Howard (tiếng Anh: Howard Township) là một xã thuộc quận Parke, tiểu bang Indiana, Hoa Kỳ. Năm 2010, dân số của xã này là 341 người.